# Margaretha Roosenboom
Margaretha Roosenboom, född 1843, död 1896, var en nederländsk målare.
Hon är främst känd för sina blomstermotiv. 

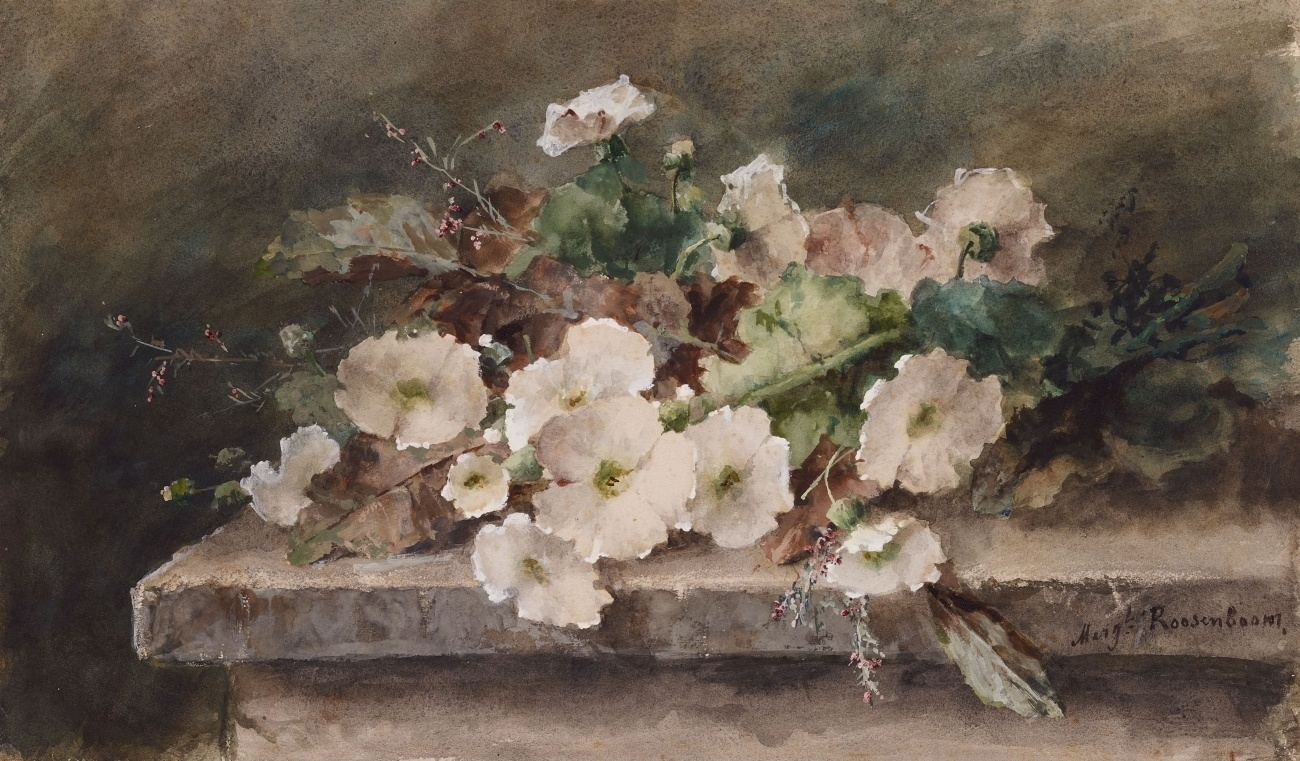
Margaretha Roosenboom Zweige weißer Malven auf einem Steintisch